# 김성태 (1895년)
김성태(金星泰, 1895년 6월 13일 - 1962년)는 대한민국의 민속 예술인이다. 경기도 양주에서 출생하였으며, 아버지로부터 산대춤을 배웠고 왜장녀역과 배춤에 능하였다. 1958년 전국 민속 예능 경연대회에서 공로상을 받았으며, 양주별산대놀이가 무형 문화재로 선정되자, 무형 문화재 제1급 보유자로 지정되었다.